# Praça Curros Enríquez
A Praça Curros Enríquez é uma praça de origem medieval localizada no centro histórico de Pontevedra (Espanha), no caminho português de Santiago.

## Origem do nome
A praça leva o nome do poeta galego do século XIX Manuel Curros Enríquez, um dos escritores do Rexurdimento.

## História
A praça surgiu na Idade Média como um espaço localizado na confluência das ruas Don Gonzalo (a rua com o nome mais antigo da cidade, pois já tinha este nome no século XVI), Hospital (actual rua Real), Alfayates (actual rua Manuel Quiroga), e Soportales. As primeiras referências escritas da existência desta praça datam de 1399.
Em 1439, a rica senhora de Pontevedra, Teresa Pérez Fiota, doou os seus bens no seu testamento para a fundação de um hospital para os pobres chamado "Cuerpo de Dios" (mais tarde Corpus Christi e San Juan de Dios em 1597), localizado nesta praça, que permaneceu sob os cuidados dos Frades de San Juan de Dios até o século XIX.
Devido a este facto, a praça tornou-se conhecida na Idade Moderna como a Praça do Hospital e mais tarde como a Praça da Platería Nova. A partir do século XVIII, era conhecida como praça de San Román, pois a fachada principal do majestoso paço dos Condes de San Román (agora desaparecida) dava para esta praça.
Desde o final do século XIX, a praça tem tido uma função eminentemente comercial. Em 1886, Almacenes Olmedo, uma grande loja têxtil, abriu no edifício conhecido como o Edifício Olmedo.
Em 1887, uma fonte de ferro fundido desenhada em França foi colocada na praça.
A degradação do Hospital San Juan de Dios levou à sua demolição em 1896, quando um novo hospital, o Hospital Provincial de Pontevedra, foi construído. Após a demolição do hospital, o empresário Saturnino Varela comprou o terreno em 1897 e construiu um novo edifício de estilo ecléctico e francês, o Edifício Varela, no rés-do-chão do qual abriu a loja de ferragens Varela que aí permaneceu até 1989. A praça tornou-se popularmente conhecida como a  Praça do Saturno. O nome foi adoptado pela população em referência ao proprietário da loja de ferragens,.
Em 1908, o ano de sua morte, a praça recebeu o nome de Curros Enríquez.
Em 1924, um dos estabelecimentos mais emblemáticos de Pontevedra, a Droguería Moderna (uma drogaria-farmácia) instalou-se na praça. O seu proprietário tinha a autorização para vender os produtos químicos vendidos no local. Em 1958, a cadeia de lojas Peral Moda abriu ao público.
Em dezembro de 1986, um monumento a Alexandre Bóveda foi instalado na praça, promovido pelo Partido Galleguista e pago pelo povo,.
Em março de 1989, a centenária loja têxtil Almacenes Olmedo fechou as suas portas,.
Em 18 de dezembro de 1998, o Casino Mercantil e Industrial de Pontevedra mudou-se para o edifício Varela, que a sociedade tinha adquirido em abril do mesmo ano,.
Em 2001, a praça foi totalmente pedonalizada,. Em março de 2017, a Droguería Moderna fechou as suas portas, tal como a Peral Moda, em dezembro de 2018 · .

## Descrição
É uma praça triangular muito irregular, pedonal como o resto do centro histórico. O caminho português de Santiago passa pela praça, da rua Soportales à rua Real.
A praça é um espaço aberto e pavimentado. É dominada principalmente pelo edifício Varela. Em frente deste edifício há um espaço central triangular delimitado por algumas escadas em que se encontram bancos e a escultura de Alexandre Bóveda. O monumento a Alexandre Bóveda, fundador do Partido Galleguista (partido nacionalista galego) em 1931, foi criado pelo escultor Alfonso Vilar Lamelas em 1986. Consiste num busto de bronze de Alexandre Bóveda num pedestal de granito cinzento sobre o qual as insígnias e iniciais do Partido Galleguista são sobrepostas e esculpidas em bronze.
Em frente ao edifício Olmedo encontra-se uma fonte de ferro fundido de 1887 de desenho francês, decorada com flores e conchas, quatro faunos com um bico na boca e em cima um vaso com pegas e uma tampa,.
A praça tem oito bancos de pedra cobertos de madeira e oito laranjeiras ao longo do seu lado oeste.

## Edifícios notáveis
No lado norte da praça encontra-se o Edifício Varela, projectado em 1897. Distingue-se pela influência da arquitectura francesa no seu telhado de mansarda. O edifício é inspirado nos telhados parisienses à Mansart do século XIX em zinco cinzento que permite ampliar o espaço de habitação e adapta-se à inclinação dos telhados. É notável a decoração dos caixilhos das janelas de mansarda e das divisórias contínuas em relevo das pedras nas fachadas, bem como a simetria das múltiplas portas de varanda.
A sul da praça encontra-se o edifício Olmedo, construído em 1886. No século XX, a sua fachada foi remodelada para uso comercial nos dois primeiros andares e foi acrescentado um andar adicional. O edifício tem agora um rés-do-chão e três andares superiores. É inteiramente feita de pedra de cantaria e tem grandes montras nos dois pisos inferiores e varandas com janelas e portas nos pisos superiores.
No lado sul, a praça é delimitada por edifícios dos séculos XVIII e XIX com arcadas.

## Galeria de imagens

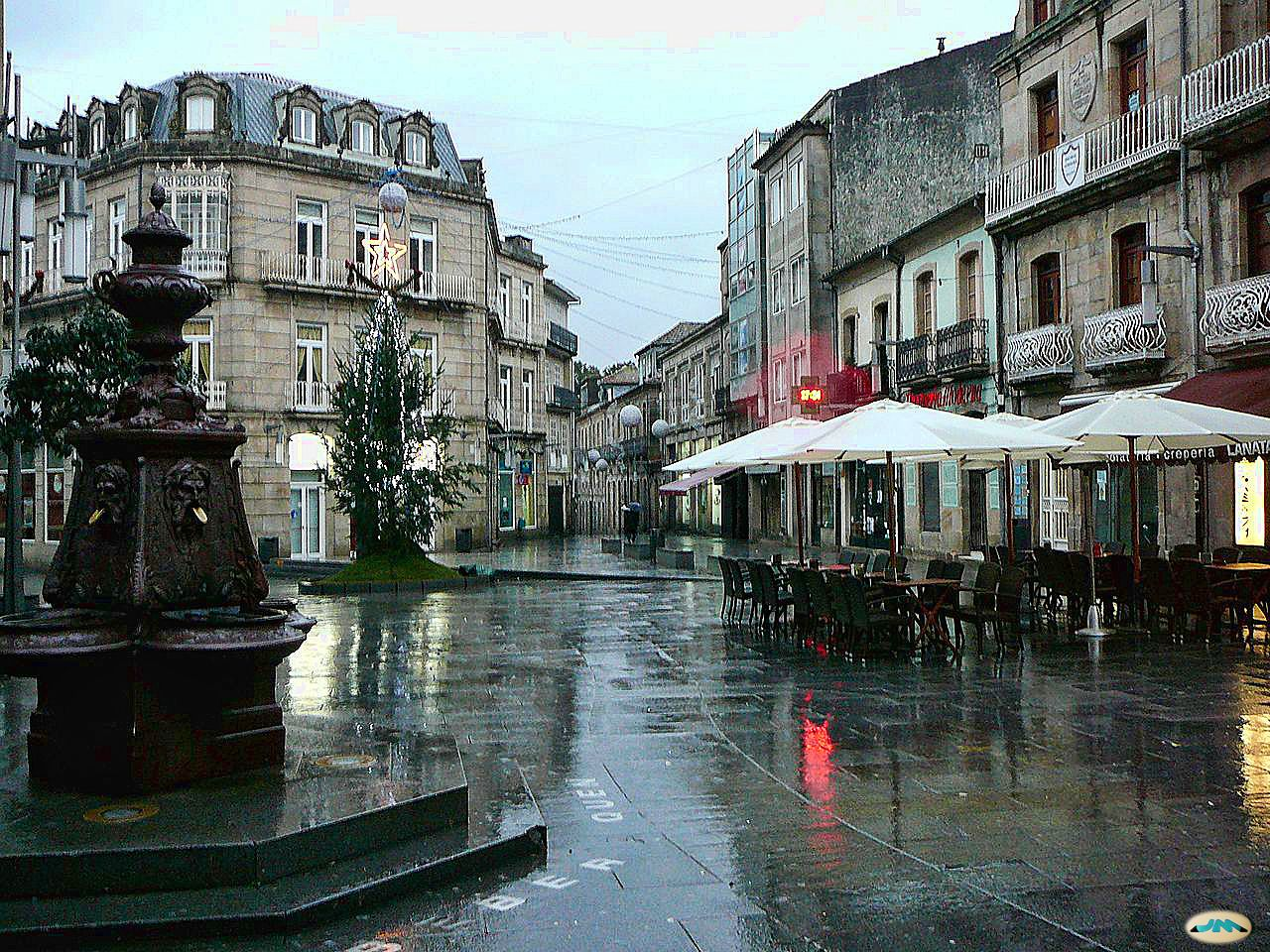
A praça no inverno
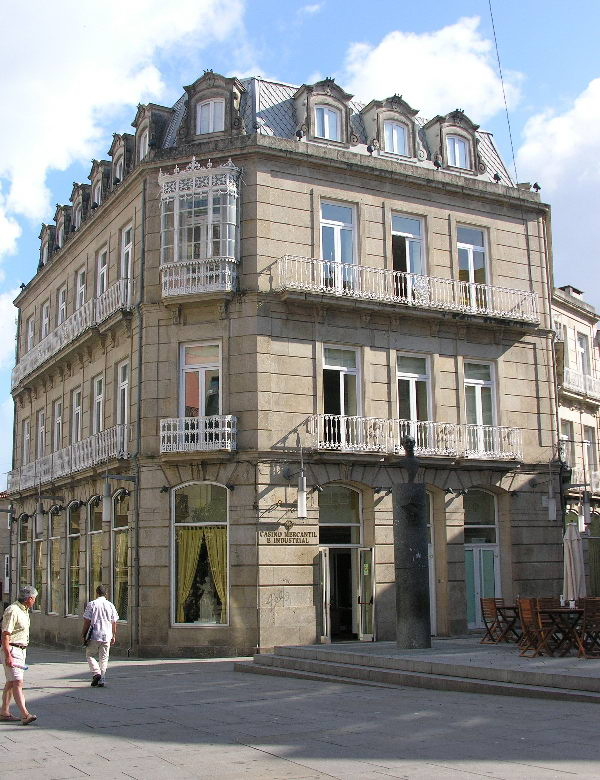
Edifício Varela, sótão
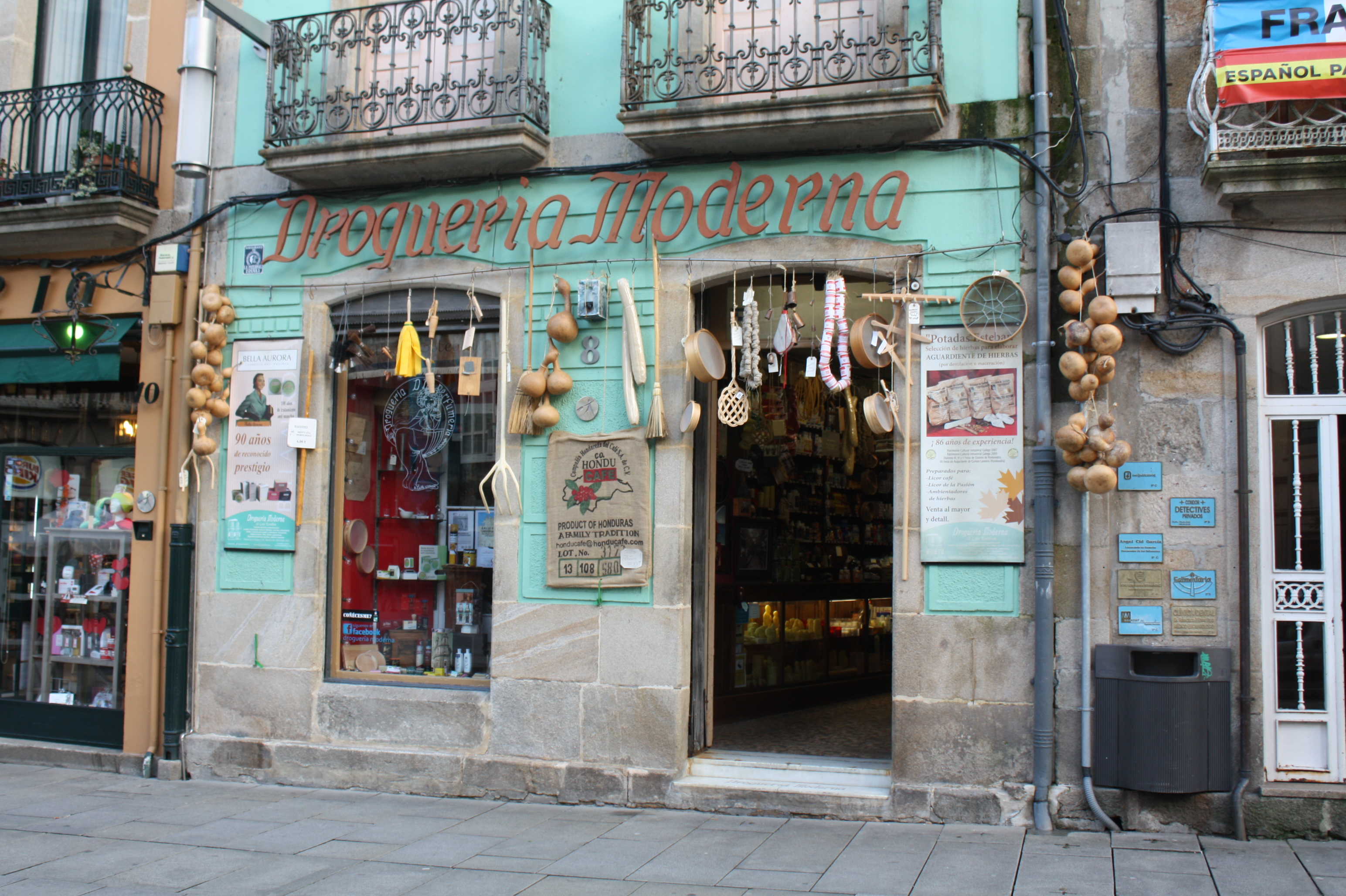
Antiga Drogueria Moderna
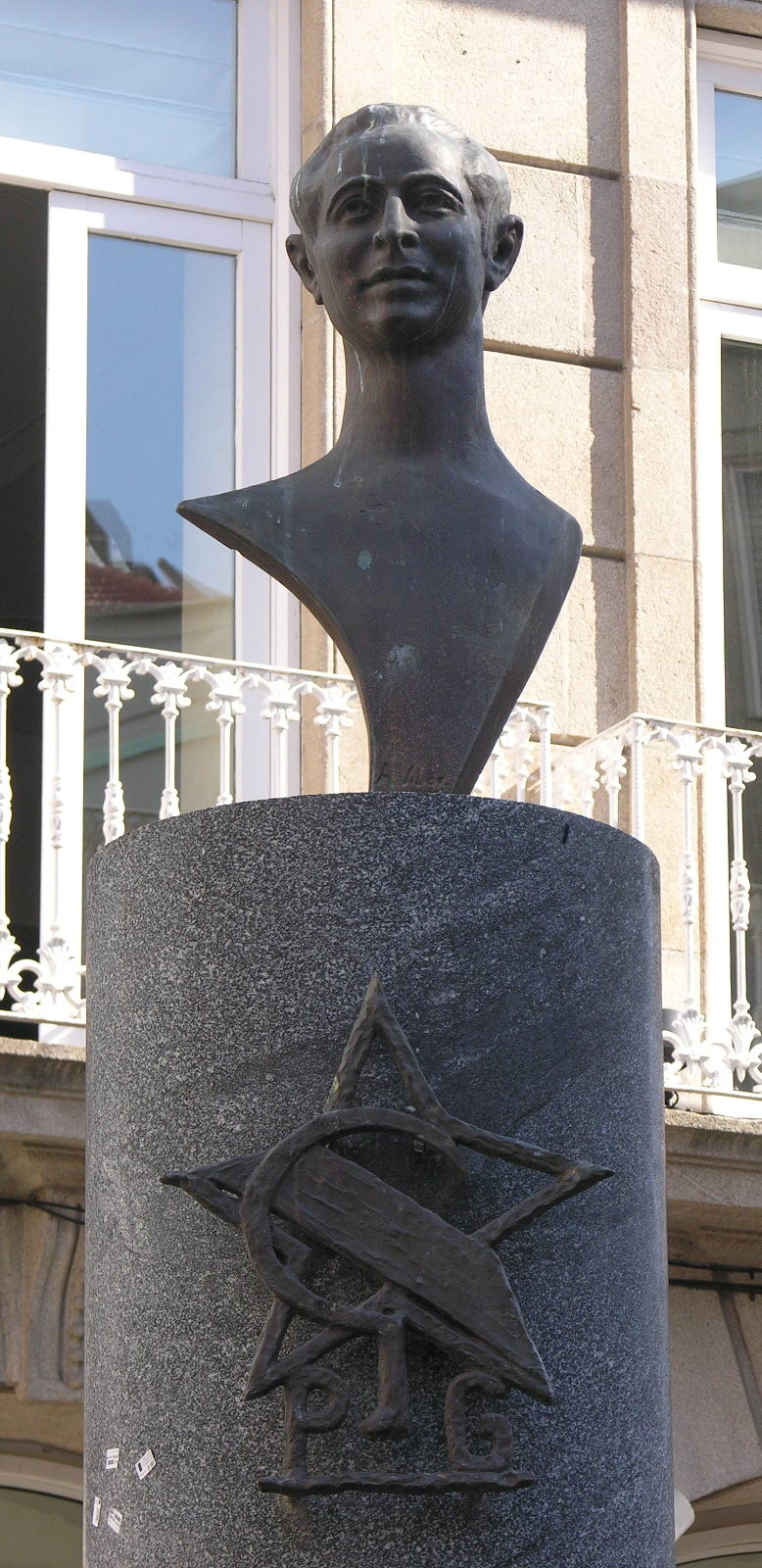
Monumento a Alexandre Boveda
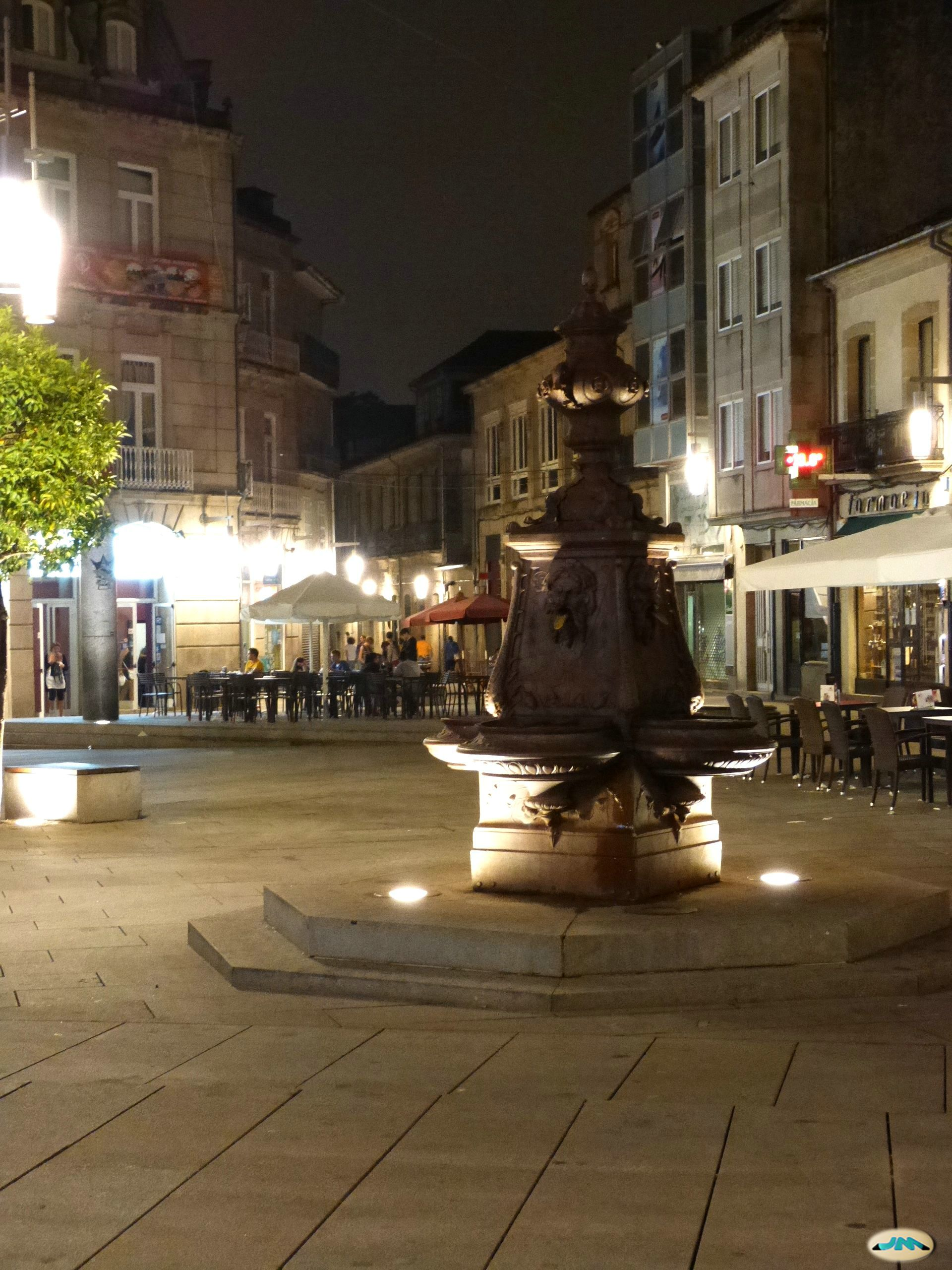
Fonte de ferro forjado do século XIX
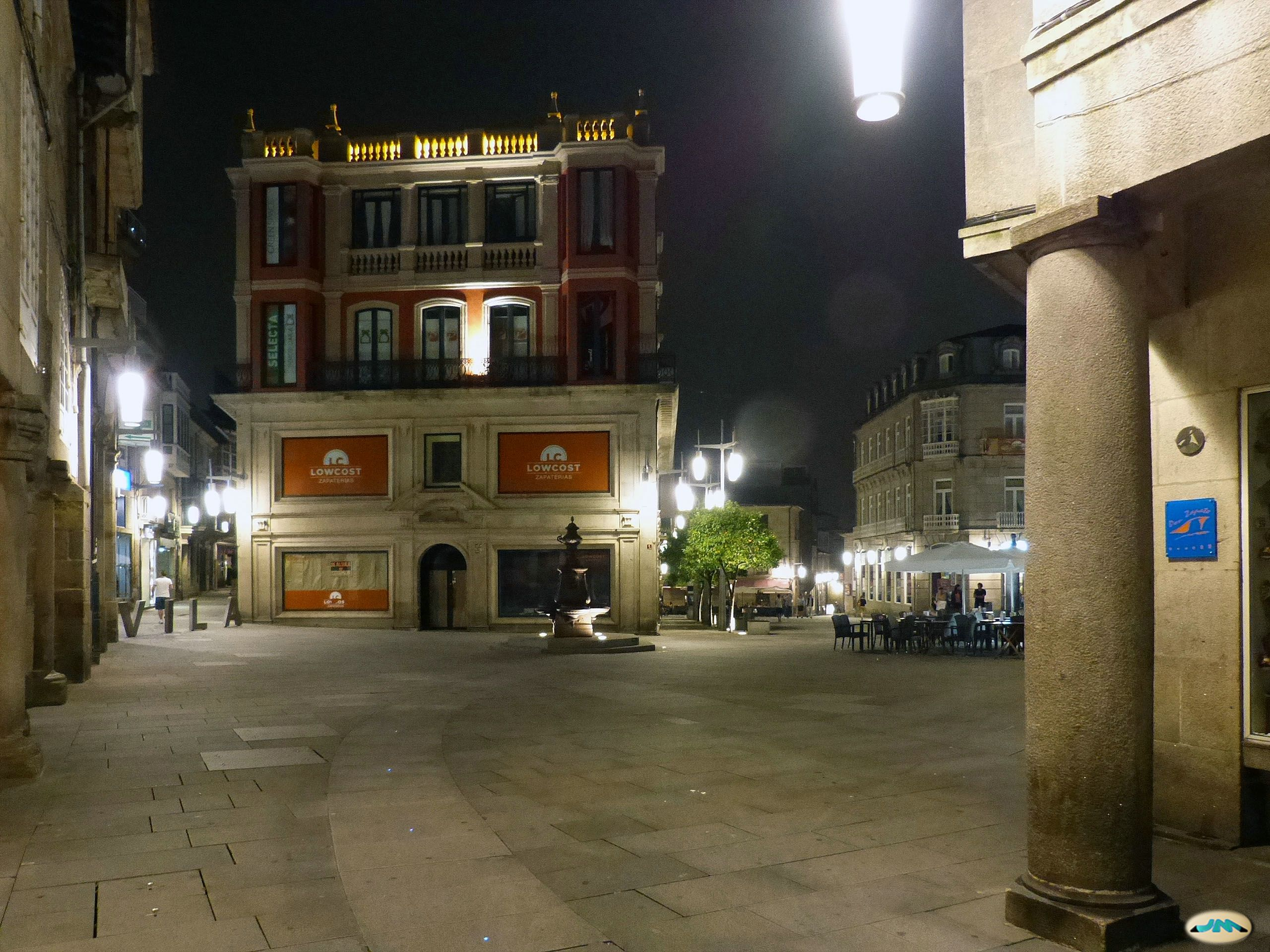
Edifício Olmedo ao fundo
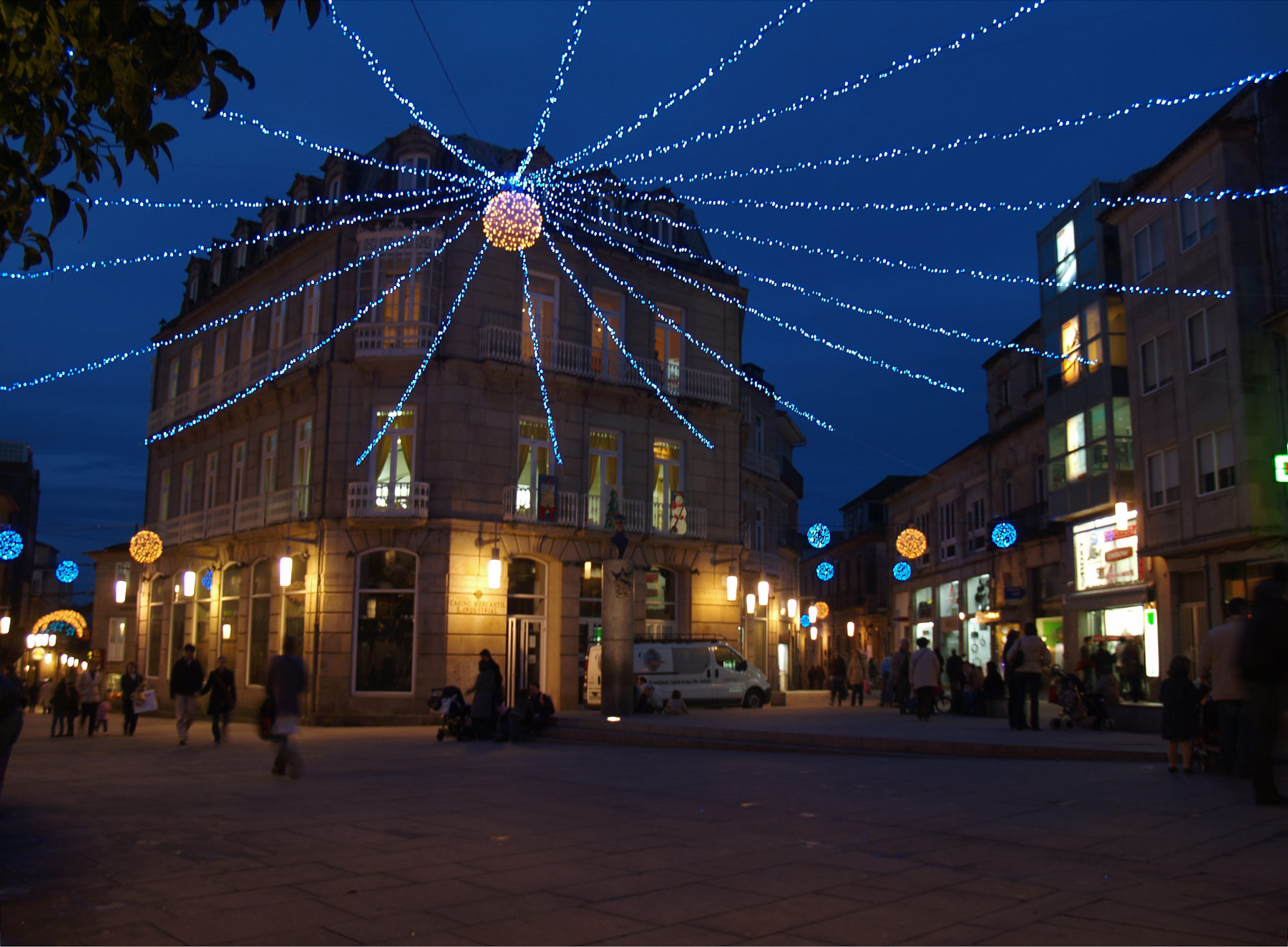
À praça à noite
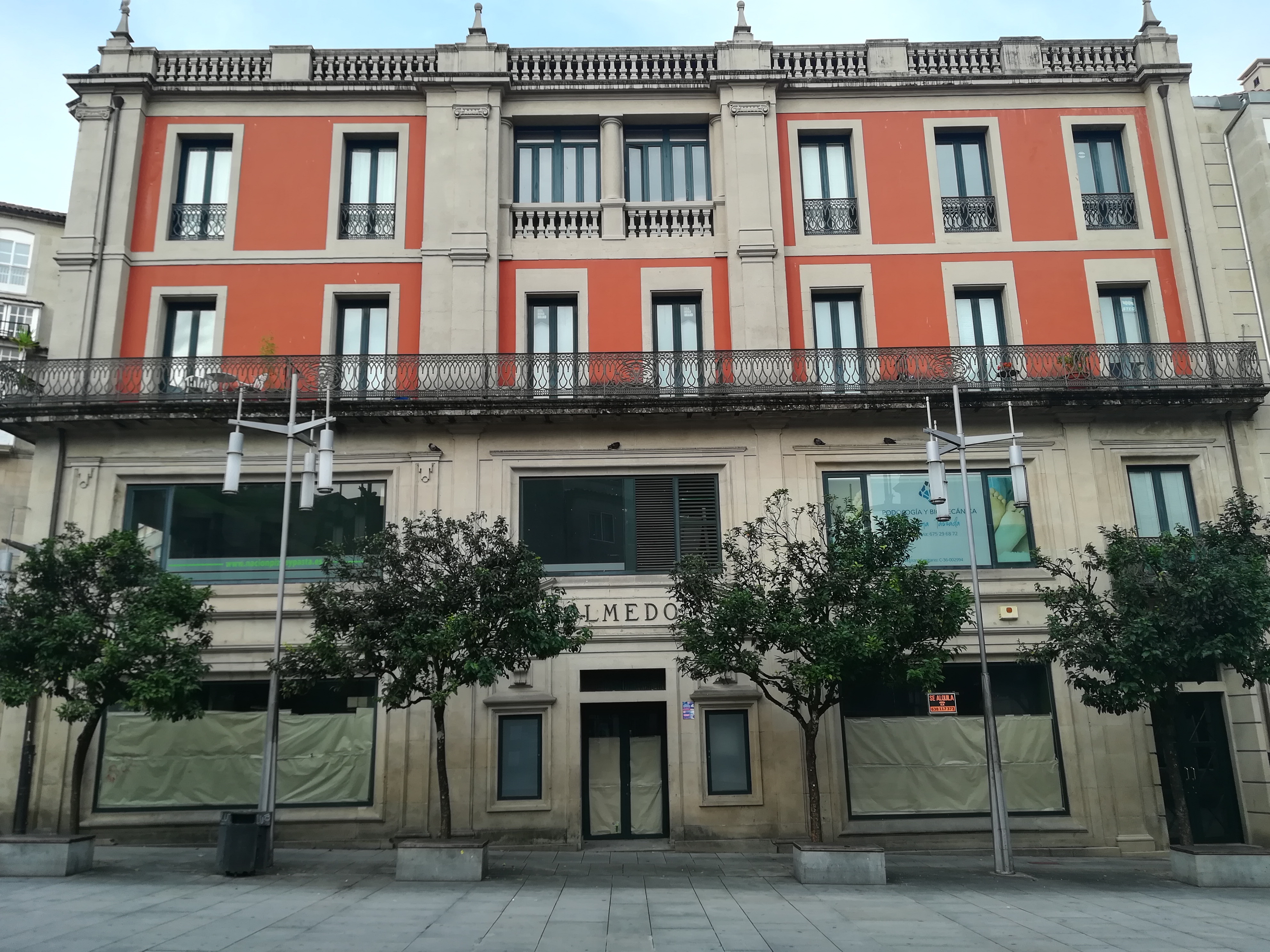
Edifício Olmedo

### Artigos relacionados
- Centro histórico de Pontevedra
- Capela das Almas